# Assad Hardan
Assad Halim Hardan (ur. 31 lipca 1951 w m. Raszajja) – libański polityk, jeden z przywódców Syryjskiej Partii Socjalno-Narodowej.
Assaad Hardan urodził się 31 lipca 1951 r. w wiosce Raszajja al-Fuchar, w rodzinie prawosławnej. W 1968 r. wstąpił do Syryjskiej Partii Socjalno-Narodowej. W latach 1985–1995 był szefem ochrony SPSN. Od 1990 do 1992 r. był ministrem bez teki, a w latach 1995–1998 i ponownie 2003-2004 sprawował funkcję ministra pracy w rządach Rafika al-Haririrego. W 2008 r. został szefem centralnego biura politycznego SPSN. Od 1992 r. sprawuje mandat deputowanego z okręgu Mardż Ujun-Hasbajja.